# Tajti Norbert
Tajti Norbert (Eger, 1983. október 7. –) magyar labdarúgó, Siófok kapusa.

## Sikerei, díjai
- NB II-es bajnok (2011, DVTK)

NB III-as bajnok ( 2008-2009, Mezokovesd)
Magyar Teremlabdarugo (mufuves) bajnoksag ( legjobb kapus) 2011